# بقسميا
بقسميّا هي إحدى القرى اللبنانية من قرى قضاء البترون في محافظة الشمال.